# Kraftwerk Gispersleben
Das Kraftwerk Gispersleben war ein Kohlekraftwerk in Erfurter Ortsteil Gispersleben, Zittauer Straße 31. Es wurde 2016 abgerissen.

## Geschichte

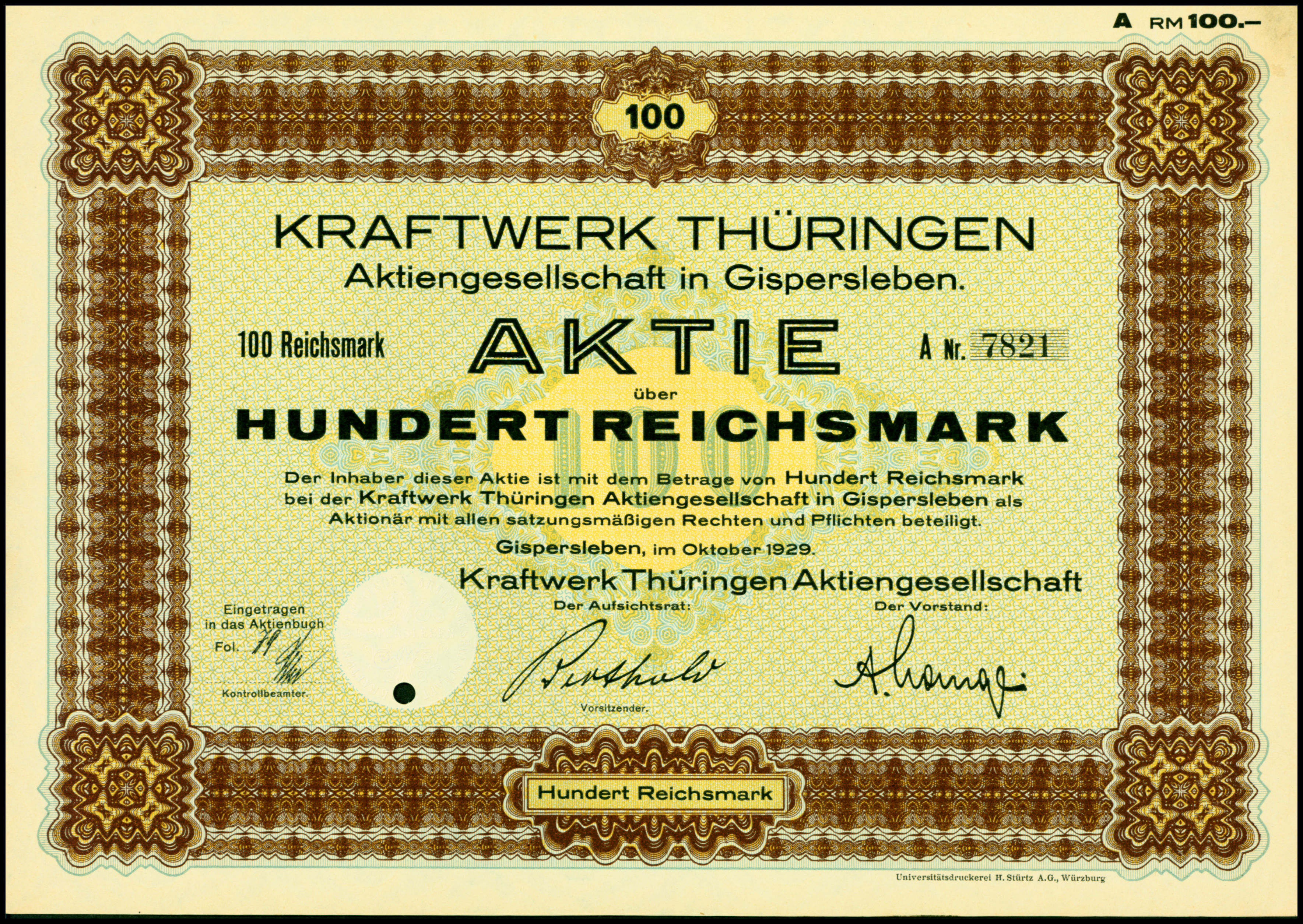
Aktie über 100 RM der Kraftwerk Thüringen AG vom Oktober 1929

Im Herbst 1901 erwarb der aus Leipzig zugezogene Ingenieur Max Lange die nahe der Kilianskirche gelegene Postmühle, die durch einen von der Gera abgezweigten Mühlgraben betrieben wurde. Er ließ sie innerhalb weniger Monate zu einem modernen Elektrizitätswerk umrüsten und war der erste Unternehmer im Raum Erfurt, der nur Wechsel- und Drehstromanschlüsse anbot. 1903 waren bereits sieben Gemeinden an das Werk angeschlossen, weitere folgten. 1909 wurde das Privatunternehmen in eine Aktiengesellschaft umgewandelt. 1915 fusionierte die Elektrizitätswerk Gispersleben AG mit dem Elektrizitätswerk Weimar zur Kraftwerk Thüringen AG mit Sitz in Gispersleben.
1923 wurde das Unternehmen durch das soeben gegründete Thüringenwerk übernommen. Das Kraftwerk Gispersleben wurde im Folgejahr wegen wachsenden Strombedarfs zum kohlegefeuerten Dampfkraftwerk ausgebaut. In den 1920er und 1930er Jahren wurde es immer wieder durch Neubauten erweitert. 1936 wurde nach Planungen des Erfurter Architekten Theo Kellner ein Büro- und Werkstattgebäude ergänzt. Im April 1945 kam es kurz vor Kriegsende im Bereich des Kraftwerks zu schweren Kämpfen zwischen Wehrmacht und US-Armee (Gefecht bei Gispersleben).

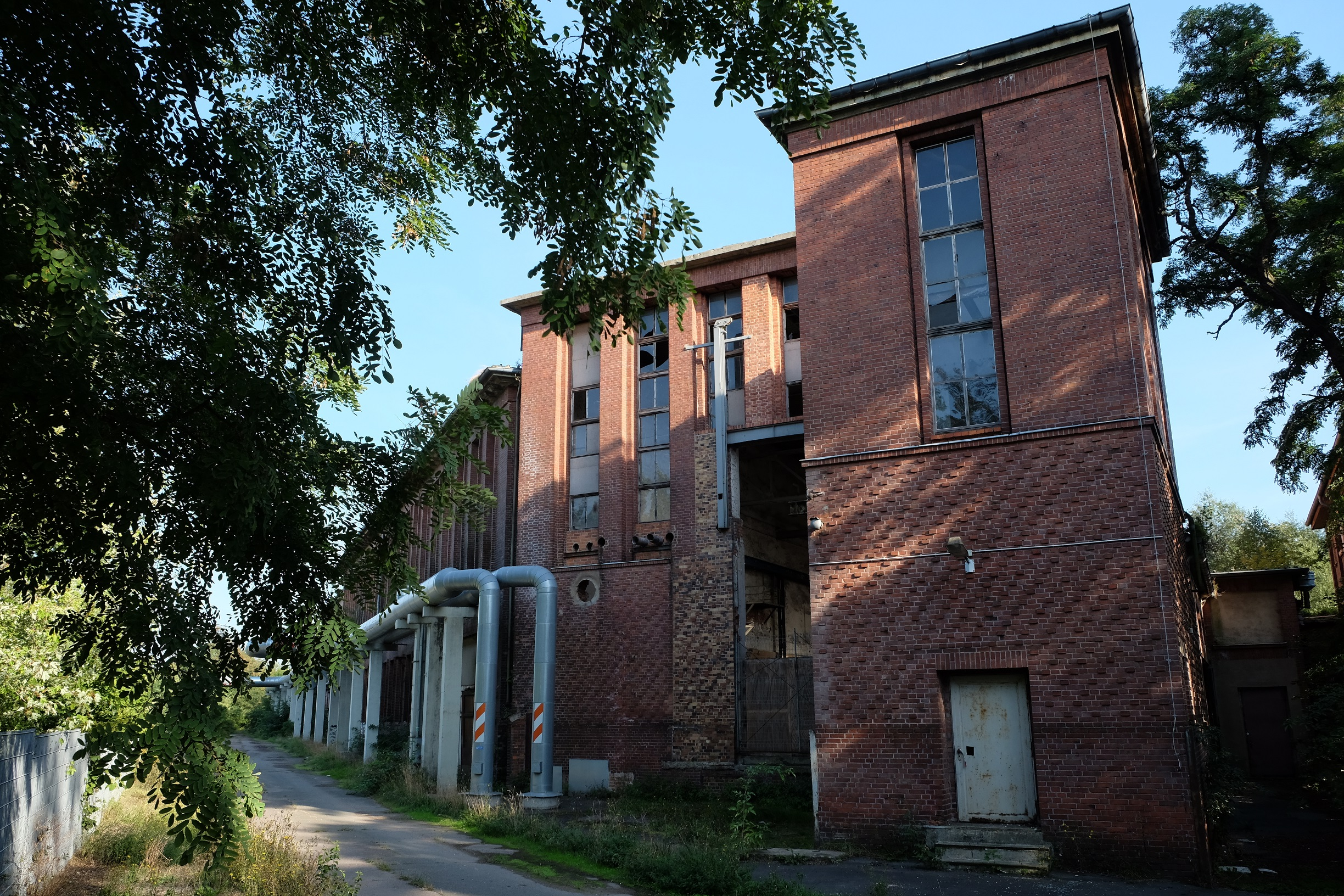
Ehemaliges Eckgebäude (2015)

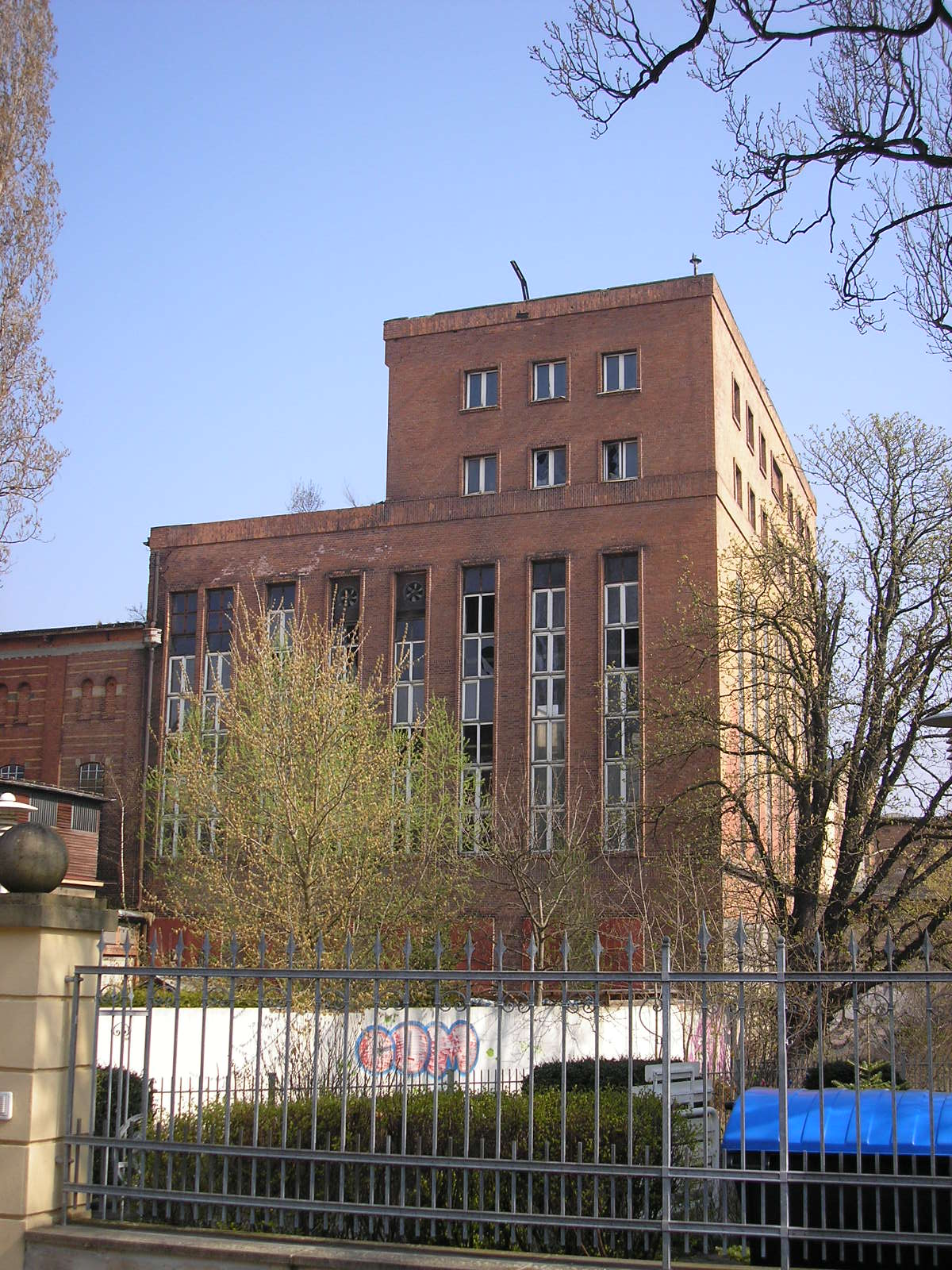
Büro- und Werkstattgebäude (2009)

1948 wurde die Betreibergesellschaft von der SMAD enteignet und der Betrieb in Kraftwerk Gispersleben umbenannt. In den 1950er Jahren blieb es als Volkseigener Betrieb ein bedeutender Stromerzeuger in der Region. 1962 gingen das neuerbaute Gasturbinenkraftwerk Gispersleben, das einzige der damaligen DDR, und das Umspannwerk Gispersleben in Betrieb. Das Dampfkraftwerk wurde zu einem Heizkraftwerk umgerüstet, das die umgebenden Betriebe und Wohngebiete auch mit Fernwärme versorgte. Von 1969 bis 1972 wurden die Maschinenanlagen erweitert. Erste Abnehmer waren 1971 das VEB Ziegelkombinat Erfurt und das Wohngebiet Rieth. Es folgten das Gewächshauskombinat Mittelhausen, die Großhandelsgesellschaft Obst und Gemüse Erfurt und die Wohngebiete Moskauer Platz und Roter Berg.
1979 wurde das Kraftwerk Teil des Energiekombinates Erfurt. Es entstand ein neuer Heizkraftwerkkomplex mit vier Einzelwerken an der Schwerborner Straße, 5 km östlich. Das inzwischen recht störanfällige Kraftwerk Gispersleben wurde im Frühjahr 1989 vom Netz genommen.
Nach der Wende wurde das Kombinat am 1. Juli 1990 wieder in eine Aktiengesellschaft umgewandelt, die später Teil der Thüringer Energie AG wurde. Das Heizkraftwerk diente noch bis 1992 als Reservekraftwerk. 1996 wurde auch das Gasturbinenkraftwerk stillgelegt. Als Teil der Geraaue wurden die Flächen im Flächennutzungsplan Erfurt zum Überflutungsgebiet erklärt, was eine bauliche Nachnutzung erschwerte. Ab 2005 begann der Rückbau der technischen Anlagen und Nebengebäude. Das Hauptgebäude aus den 1920er und 1930er Jahren wurde unter Denkmalschutz gestellt. Da sich jedoch keine geeigneten Nachnutzer fanden, wurde es im Winter 2016 abgebrochen. Das Gelände wurde im Rahmen der Bundesgartenschau 2021 als Kilianipark und Nördliche Geraaue naturnah neugestaltet.